# Paul Eichelmann
Paul Heinrich Karl Eichelmann (* 11. Oktober 1879 in Berlin; † 1915) war ein deutscher Fußballspieler.

## Karriere

### Vereine
Eichelmann trat als 20-Jähriger dem im Jahr 1888 gegründeten BFC Germania bei, der sich dem am 11. September 1897 gegründeten Verband Deutscher Ballspielvereine mit Saisonbeginn 1899/1900 angeschlossen hatte. Als Torwart kam er in den unter diesem Verband ausgetragenen Meisterschaftsspielen zum Einsatz, ab dem 10. Mai 1902 – mit Umbenennung des Verbandes in Verband Berliner Ballspielvereine – unter diesem bis Saisonende 1903/04. Da sein Verein als Siebtplatzierter von acht Vereinen in die zweite Klasse absteigen musste, wechselte er zum BTuFC Union 1892, mit dem er seine Premierensaison als Meister abschloss. Bis Saisonende 1910/11 konnte der Verein nicht mehr an den früheren Erfolg anknüpfen. Seine letzte Meisterschaftssaison bestritt er unter dem am 29. April 1911 neu gegründeten Verband Brandenburgischer Ballspielvereine, als Dachverband aller Fußballvereine aus Berlin und der Provinz Brandenburg, nunmehr in der Gruppe A. Mit einem Punkt Abstand zum Gruppensieger BTuFC Viktoria 89, verpasste er mit seiner Mannschaft das Finale um die Berliner Meisterschaft.
Mit der Berliner Meisterschaft 1905 war er mit der Mannschaft für die Endrunde um die Deutsche Meisterschaft qualifiziert. Sein einziges Endrundenspiel bestritt er am 14. Mai 1905 in Magdeburg beim 4:1-Sieg über den FuCC Eintracht 1895 Braunschweig. Damit trug er zur Deutschen Meisterschaft bei, die sein Verein am 11. Juni 1905 im Kölner Stadion Weidenpescher Park mit dem 2:0-Sieg über den Karlsruher FV gewann. Mit seinem Verein als Titelverteidiger kam er im Folgejahr zu zwei weiteren Endrundenspielen, nämlich dem 3:1-Viertelfinalsieg beim FC Victoria 1895 aus Hamburg und der 0:4-Halbfinalniederlage  gegen den 1. FC Pforzheim in Braunschweig. 1907 war der BTuFC Union 1892 nicht mehr die beste Berliner Mannschaft, Viktoria 89 Berlin spielte fortan erfolgreicher.

### Auswahl-/Nationalmannschaft
Eichelmann kam als Spieler des BFC Germania 1888 zunächst am 29. Oktober 1899 auf dem WAC-Platz in Wien im ersten internationalen Städtespiel Wien – Berlin beim 2:0-Sieg zum Einsatz, bevor er am 23. November 1899 in Berlin zu seinem ersten Länderspiel kam – wenn auch inoffiziell. Beim ersten von fünf Ur-Länderspielen gegen die hoch überlegene aus Profis und Amateuren bestehende englische Auswahlmannschaft, musste er 13 Tore hinnehmen; seine Mannschaft erzielte zwei Tore, eins davon durch Walter Jestram.
1901 luden die Engländer die deutschen Spieler zu einem Gegenbesuch ein. Eine verstärkte Berliner Auswahl reiste nach England und verlor mit 0:12 und 0:10 deutlich. Eichelmann wurde von den Zuschauern wegen seiner lustigen Art geschätzt und brachte als Andenken einen von den englischen Profis unterschriebenen Fußball mit zurück nach Berlin.
Im Jahr 1908 bestritt er nicht nur sein zweites Städtespiel Berlin – Wien, das auf dem Mariendorfer Sportplatz in Berlin mit 1:3 verloren wurde, sondern auch seine einzigen beiden aus heutiger Sicht offiziellen, vom 1900 gegründeten Dachverband DFB angesetzten, Länderspiele. Am 20. April unterlag er mit der A-Nationalmannschaft in Berlin der Nationalmannschaft Englands mit 1:5 – Fritz Förderer erzielte mit dem Treffer zum 1:1 in der 20. Minute per Strafstoß das einzige deutsche Tor. Am 7. Juni wurde das Spiel gegen die Nationalmannschaft Österreichs in Wien mit 2:3 verloren. Eichelmann war der einzige Spieler aus den Ur-Länderspielen, der ein Jahrzehnt später auch als offizieller Nationalspieler eingesetzt wurde. Beim dritten Städtevergleich Wien – Berlin am 4. Oktober unterlag er mit seiner Stadtauswahl auf der Hohen Warte in Wien mit 0:4.
Als Spieler der Auswahlmannschaft des Verbandes Brandenburgischer Ballspielvereine nahm er auch am Wettbewerb um den Kronprinzenpokal teil. In seiner letzten Saison als Fußballspieler erreichte er das am 18. Februar 1912 in Berlin gegen die Auswahlmannschaft des Verbandes Süddeutscher Fußball-Vereine angesetzte Finale. Nach dem letzten Tor in der Begegnung, dem Anschlusstreffer zum 5:6 durch den Berliner Willi Worpitzky in der 84. Minute, ging der Sieg und der Pokal nach Süddeutschland.

## Erfolge
- Deutscher Meister 1905
- Berliner Meister 1905
- Kronprinzenpokal-Finalist 1912